# Aeroportul Cochrane, Chile
Aeroportul Cochrane, Chile (IATA: LGR, ICAO: SCHR) este un aeroport din Provincia Capitán Prat, Regiunea Aysén, Chile ce deservește zona Cochrane. Aeroportul a fost tranzitat în 2022 de 17 pasageri. A fost numit după zona deservită.
Situat la o altitudine de 195 m, aeroportul dispune de o singură pistă.